# Хосе Мария де ла Куэва и де ла Серда
Генерал Хосе Мария де ла Куэва, 14-й герцог Альбуркерке (1775—1811), был испанским аристократом, дипломатом и офицером во время Пиренейских войн.

## Биография
Альбуркерке родился 10 декабря 1775 года и поступил в армию в возрасте 17 лет. В июле 1809 года Альбуркерке командовал 2-й кавалерийской дивизией испанской Армии Центра в битве при Талавере. 8 августа 1809 года он проиграл битву при Арсобиспо. В 1810 году Альбуркерке командовал Армией Эстремадуры, и 4 февраля вступил в Кадис (ставший после этого испанской базой) с армией в 11 тыс. человек. Он был назначен губернатором города, но поссорился с генералом Куэстой и подал в отставку. В марте 1810 года он был назначен испанским послом при дворе Сент-Джеймс в Лондоне. Он умер в 1811 году, и его похороны состоялись в Вестминстерском аббатстве.